# Taubenturm Château du Bois de la Salle

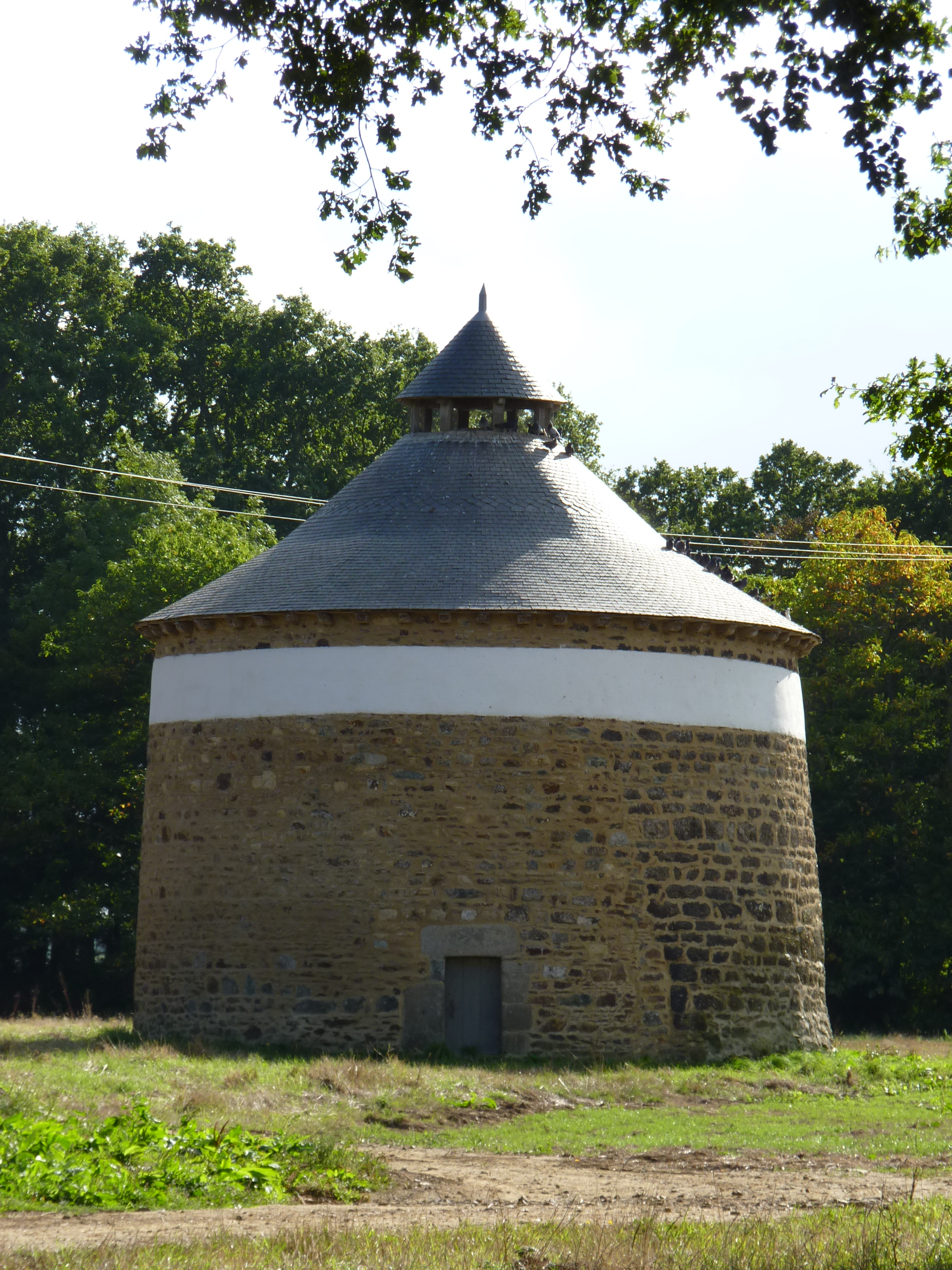
Taubenturm in Pléguien

Der Taubenturm (französisch colombier oder pigeonnier) des Château du Bois de la Salle in Pléguien, einer französischen Gemeinde im Département Côtes-d’Armor in der Region Bretagne, wurde im 18. Jahrhundert errichtet. Der Taubenturm steht als Teil des Schlosses seit 1993 als Monument historique auf der Liste der Baudenkmäler in Frankreich.
Der runde Turm aus Bruchsteinmauerwerk mit Schieferdeckung wird von einer Laterne bekrönt.